# Mezquita Ishak Pasha
La Mezquita Ishak Pasha (en turco: İshak Paşa Camiien griego: Ισχάκ Πασά Τζαμί, romanizado: Ischák Pachá Tzamí  o (en griego: Αλάτζα Ιμαρέτ, romanizado: Alaca Imaret literalmente "hospicio multicolor"), es un edificio de arquitectura otomana situado en Salónica, en la Periferia de Macedonia Occidental, en Grecia. El complejo, que alberga una mezquita, un imaret y una madrasa, fue construido en 1484 por İshak Pasha, visir de Mehmed II y sanjacado de Tesalónica bajo Bayezid II. Restaurado a finales del siglo XX, el edificio se utiliza en la actualidad ocasionalmente como espacio cultural.

## Historia
El edificio se mandó construir en 1484  o 1487. por İshak Pasha bin Ibrahim, gobernador de Salónica de 1482 a 1487.
Este importante dignatario otomano, originario de İnegöl, cerca de Bursa, fue también gran visir durante los reinados de Mehmed II y Bayezid II. El historiador Machiel Kiel afirma que el monumento, obra de Yakub bin Abdullah, se erigió originalmente como lugar de reunión de la cofradía sufí de los Akhis. Ahmed Ameen cree que el lugar se utilizó principalmente como mezquita. En cualquier caso, la construcción y las diversas funciones sociorreligiosas del complejo —comedor social, hospicio, escuela coránica, albergue y lugar de oración—, se financiaron con los ingresos de las propiedades de Ishak Pasha. Estas se encontraban principalmente en Calcídica, sobre todo en las laderas del monte Choriártis, en Galátista. Según un waqf de 1487, la fundación de Ishak Pasha empleaba a un personal de veintitrés personas.
El edificio fue renovado en 1845. Al final de la Segunda Guerra Mundial y al principio de la guerra civil griega, entre 1945 y 1946, el lugar fue utilizado por milicianos del Ejército Democrático Griego. En 1967, las dos columnas de mármol de los extremos del pórtico se derrumbaron y fueron sustituidas dos años más tarde por columnas de hormigón. Puesto bajo la responsabilidad del Servicio Arqueológico del Ministerio de Cultura en 1973, se adoptaron medidas estructurales de emergencia tras el  terremoto de Salónica de 1978. Durante un tiempo, el edificio albergó una tropa de scouts. En 1985, el monumento pasó a ser propiedad del Ayuntamiento de Salónica, y durante una década se llevaron a cabo importantes obras de restauración para preparar la designación de Salónica como Capital Europea de la Cultura en 1997. Desde 1996, el recinto se utiliza como espacio cultural temporal.

## Arquitectura
El complejo de la mezquita Ishak-Pasha tiene una planta en forma de T invertida, única en Grecia en este estado de conservación a pesar de ciertas similitudes con la Mezquita Mehmed-Bey de Serres.. La mampostería es de aparejo tabicado con cuatro filas de ventanas. La planta general es la de una mezquita-zauía de 261,5 m2, con un imponente pórtico de 30 m de largo y 5 m de alto, con arcos revestidos de yeso coloreado imitando el aspecto del sillar blanco y rojo, rematados por cinco cúpulas. La cúpula situada en el centro del pórtico se caracteriza por una cúpula sobre pechinas decorada con mocárabes. Materializando la entrada al monumento, la cúpula central del pórtico es más alta que sus vecinas. Las dos grandes cúpulas de la nave central miden 8,5 m de diámetro y descansan sobre un alto tambor octogonal. Según el viajero Evliya Çelebi, las once cúpulas del complejo estaban cubiertas de plomo. Solo las dos cúpulas del espacio central están actualmente cubiertas de plomo, tras la campaña de restauración llevada a cabo entre 1993 y 1996. Una foto de principios del XX muestra el monumento aún con su recubrimiento de plomo.
Desde el pórtico se accede al interior a través de un portal rematado por una inscripción dedicatoria y enmarcado por dos nichos. La primera sala cuadrada central se utilizaba como lugar de reunión para los hermanos sufíes y sus invitados. Una piscina ocupaba el centro de la sala. Los espacios laterales, que se comunican con el espacio central a través de vestíbulos. Los espacios laterales de 5,4 1,6m, que se comunican con el espacio central a través de vestíbulos, albergaban las habitaciones de invitados y estaban dotados de chimeneas. El segundo espacio cuadrado central (eyvan) se utilizaba para la oración. Las dos salas centrales miden 19,30 8,80m. Cerca del minarete destruido cuando la ciudad pasó a formar parte de Grecia en 1912, se encontraban cocinas independientes, de las que hoy no queda rastro. Este minarete, cuya base permanece en la esquina noroeste, dio al monumento su nombre popular debido a su patrón de «diamante» de ladrillos blancos y rojos alternados. En la actualidad, la  mezquita central de Véria es el único ejemplo que se conserva en Grecia de minarete decorado con «diamantes» bicolores.
El interior está ricamente decorado con coloridos frescos florales, inscripciones y mocárabes, la mayoría de los cuales datan de la renovación del edificio en 1845. El mihrab de mármol también fue restaurado probablemente en 1845.{sfn|María Loúkma|2019|p=46}}
Hasta 1906, dos pequeños cementerios ocupaban el patio de la mezquita, al igual que una fuente, que fue destruida en 1967.

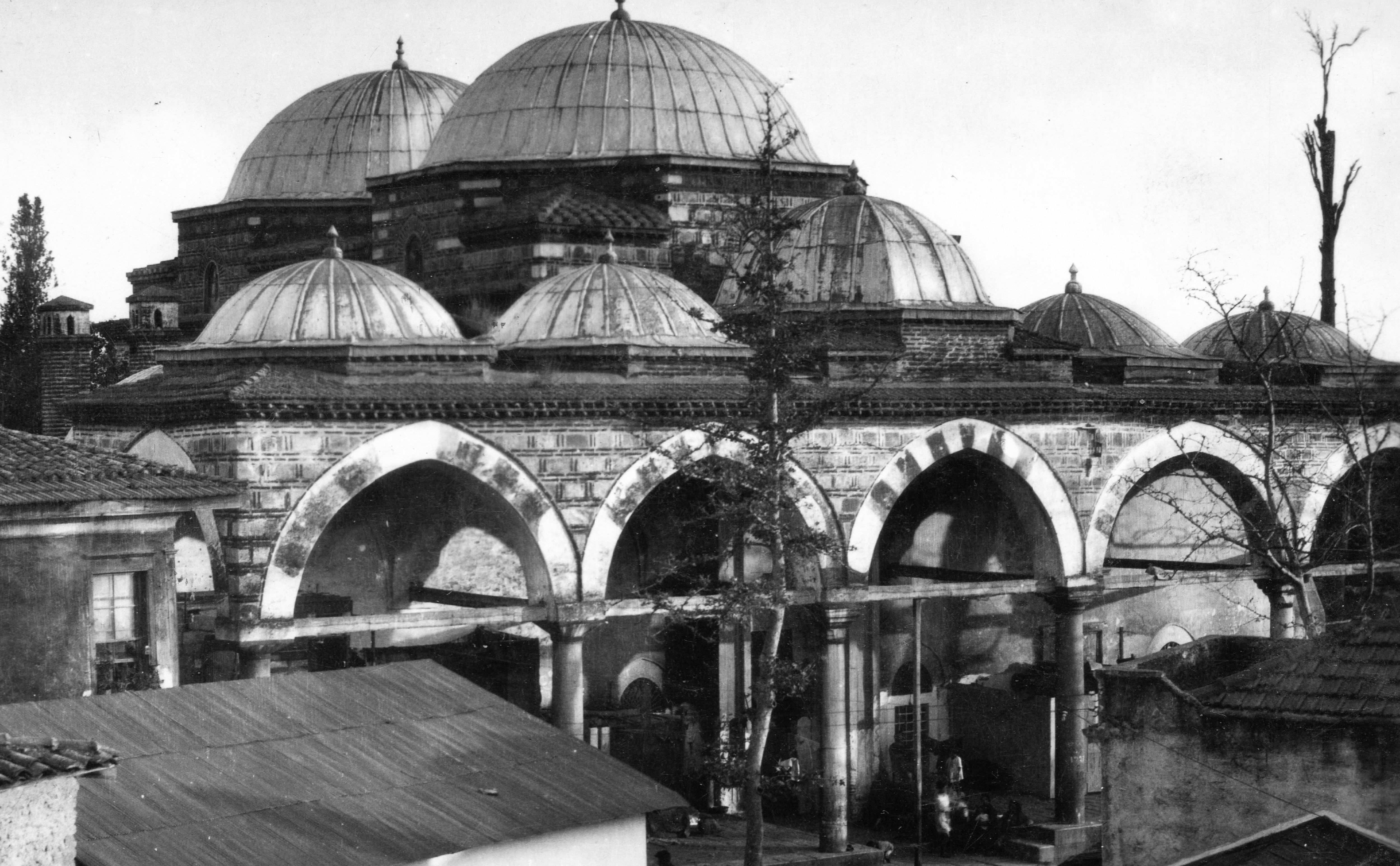
Vista de la mezquita desde el norte en 1934.
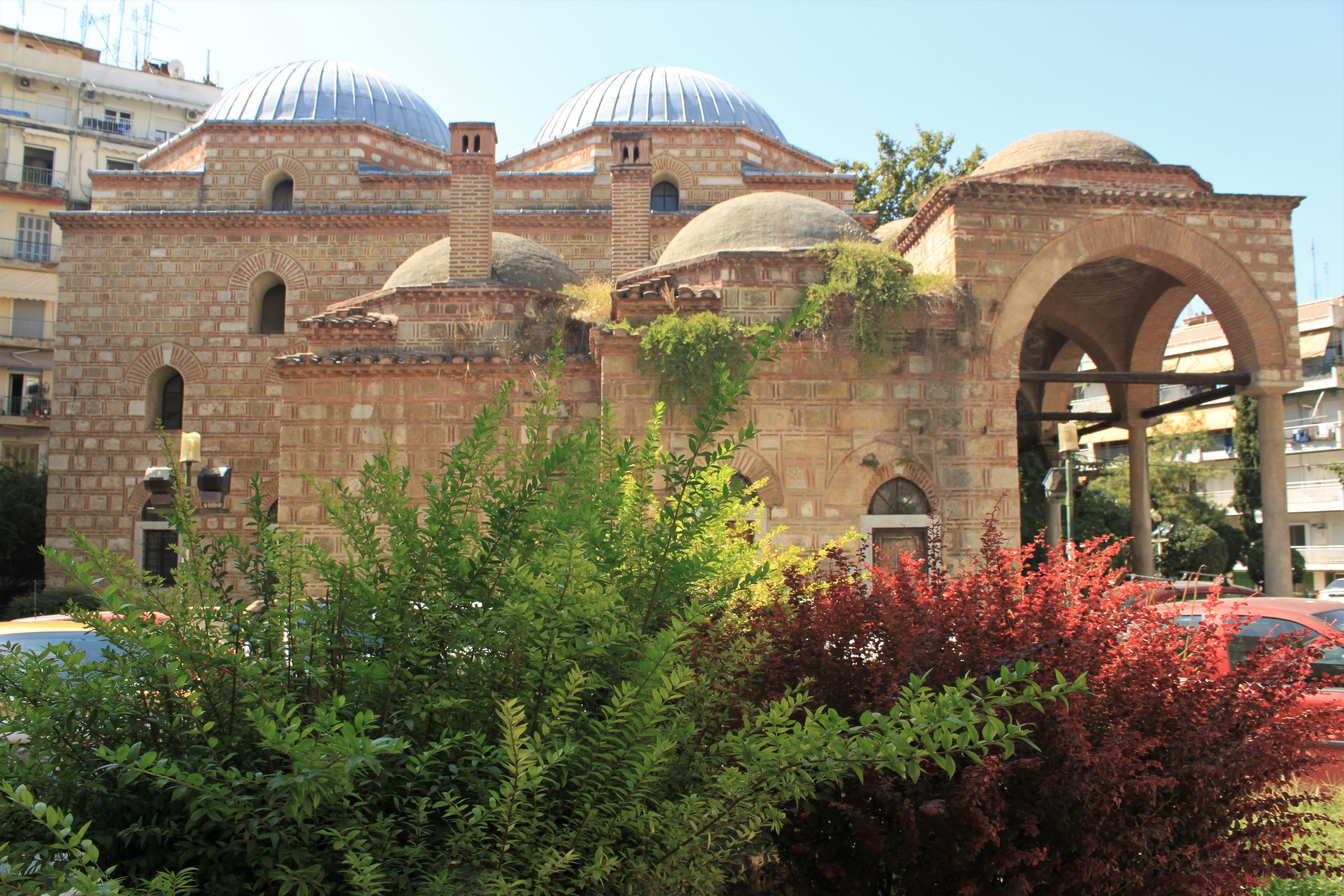
Vista de la mezquita desde el este.
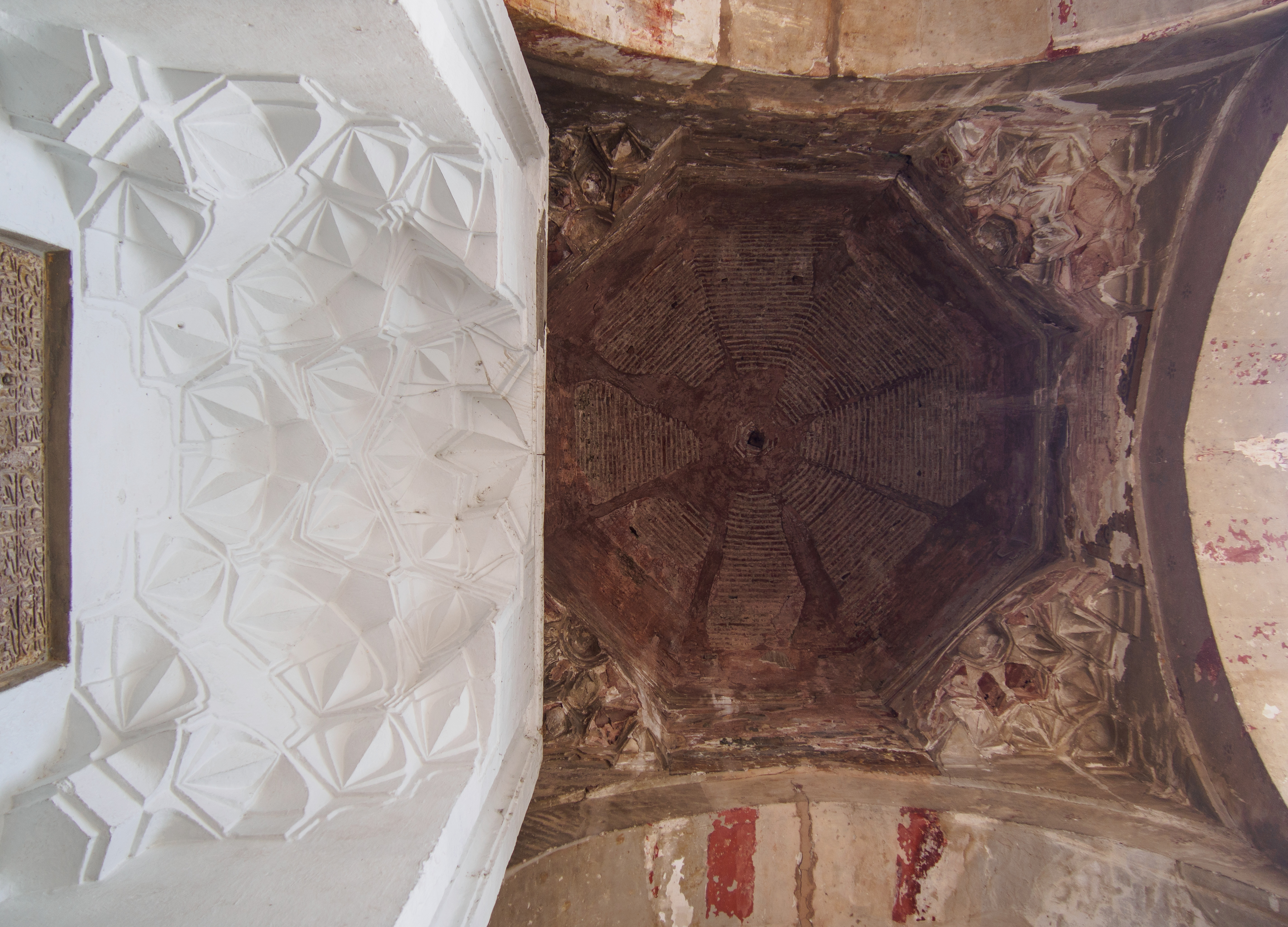
Entrada y cúpula central del pórtico.
La sala de oración.